# Книжник, Аркадий Зёмович
Аркадий Зёмович Книжник (род. 1940, Москва) — советский и российский химик, учёный в области фармацевтики и фармакокинетики. Доктор фармацевтических наук (1970), профессор (1971).

## Биография
Отец пропал без вести на фронте в 1941 году. Аспирантуру проходил на кафедре фармацевтической химии Первого Московского медицинского института. Диссертацию кандидата фармацевтических наук по теме «Применение тонкослойной хроматографии для анализа фармацевтических препаратов из группы ароматических аминов и их смесей» защитил на кафедре фармацевтической химии Первого Московского медицинского института в 1966 году, доктора фармацевтических наук по теме «Некоторые закономерности количественного анализа ряда фармацевтических препаратов методом тонкослойной хроматографии и электрофореза в тонких слоях пористого носителя» — там же в 1970 году.
В 1980—1995 годах — заведующий кафедрой общей химии (с 1990 года кафедра общей и биоорганической химии) Московского государственного медико-стоматологического университета. Был также проректором этого университета по трудовому воспитанию.
Автор научных трудов в области фармацевтического анализа (в том числе фотометрической экстракции, тонкослойной хроматографии и электрофореза), переиздававшихся учебников по химии для студентов медицинских вузов и училищ.

## Монографии
- П. Л. Сенов, А. З. Книжник. Химия и медицина. М.: Общество «Знание», 1973. — 36 с.
- А. З. Книжник, В. Я. Лебеденко. Хроматография в тонких слоях сорбента в фармацевтическом анализе. М.: Московский медико-стоматологический институт, 1974. — 81 с.
- Э. Т. Оганесян, А. З. Книжник. Неорганическая химия. М.: Медицина, 1981. — 383 с.; 2-е издание — там же, 1989. — 382 с.
- А. З. Книжник, В. Я. Лебеденко, П. Л. Сенов. Электрофорез в тонких слоях пористого носителя в фармацевтическом анализе. М.: Московский медико-стоматологический институт, 1981. — 49 с.
- В. А. Попков, А. З. Книжник, А. С. Берлянд, Ю. А. Ершов. Общая химия: Биофизическая химия. Химия биогенных элементов. Учебник для студентов вузов, обучающихся по медицинским, биологическим, агрономическим, ветеринарным, экологическим специальностям. М.: Высшая школа, 1993, 2000, 2002, 2003, 2005, 2007, 2010. — 559 с.